# 金橋駅 (上海市)
金橋駅（きんきょう-えき）は上海市浦東新区に位置する上海地下鉄9号線の駅である。

## 駅構造
島式ホーム1面2線の地下駅。ホームドア設置駅。

## 歴史
- 2017年12月30日：開業[1]。

## 隣の駅
上海軌道交通
■9号線
台児荘路駅 - 金橋駅 - 金吉路駅